# Седем-осми
Вижте пояснителната страница за други значения на Седем-осми.
„Седем-осми“ е българска продуцентска компания. Занимава се със създаване на ТВ предавания и документални филми, продуциране на музикални изпълнители и издаване на книги. В съвета на директорите са Слави Трифонов, Евгени Димитров и Ася Тодорова. Емблемата на компанията е с надпис на английски: Seven Eight (седем осем) production.

## История
„Седем-осми“ е основана от Слави Трифонов (с дял от 50%), Любен Дилов-син и Росен Петров през 2001 г. с капитал от 50 000 лева, активи за 640 000 лв. и печалба от 30 000 лв. През 2004 г. 99,5% от капитала е прехвърлен на офшорната компания „Фулмър ентертейнмънт“, а капиталът е увеличен на 11,785 млн. лева. През 2008 г. компанията плаща 277 000 лева данъци в България. През май 2010 от компанията се отделя дружество „Килт“ АД с капитал 10 млн. лв., а капиталът на „Седем-осми“ е намален на 1,785 млн. лв. Целта е да се отдели продуцентската дейност от останалата.
„Седем-осми“ е наследник на Българска музикална компания, основана през 1993 г. под името Музикална къща „Ку-Ку“. Първоначално музикалната къща се занимава с продуцирането на групата „Ку-Ку бенд“, по-късно организира турнетата из България на „Ку-ку“, „Каналето“ и „Хъшове“. Компанията продължава да заема голям дял от пазара на попфолк музиката оттогава насам. По времето на съществуването си, компанията, освен на Ку-Ку бенд и Слави Трифонов, е продуцент на изпълнителите, и/или на албумите им, също на Сашо Роман, Кали, Руслан Мъйнов, Мария Илиева, КариZма, Нина Николина, Ирина Флорин, Драгомир Драганов (Драго Чая).

## Телевизия
В продължение на 19 години компанията работи с телевизионния канал bTV, за който „Седем-осми“ правят почти всичките си проекти. Те реализират български версии на световни реалити програми: Красавицата и отличникът, Survivor BG (Survivor), Music Idol 1, Dancing Stars 2, Lord of the Chefs, Гласът на България, България търси талант 4, Българската Коледа през 2003, 2010 и 2011 г., Най-доброто от световните таланти 2013, вечерното ток шоу Шоуто на Слави; ТВ игри – Вот на доверие; музикални предавания – 5 stars. През януари 2008 г. „Седем-осми“ подписва договор и с „Нова телевизия“ – за продуциране на музикалното шоу „Пей с мен“.
Освен тези предавания „Седем-осми“ реализира през годините и много други свои проекти, но в рамките на „Шоуто на Слави“ – Аз пея в Ку-ку бенд, Музикална академия Ку-ку бенд (сезони 1 и 2), Народен артист, Танцувай с мен (сезони 1, 2 и 3), Кандидати за слава, Моята голяма TV сватба, Бягство към победата, Добре дошъл в България, Претендентът, Умна и красива, Война на думи, Разсмей Слави, Магаданс Предизвикателството, Пеещи семейства, Игра на хорове и Нова звезда.
В наши дни телевизионният канал на Слави Трифонов е кръстен на името на компанията. „Седем-осми“ реализира всички предавания на телевизията.

## Музика
„Седем-осми“ е продуцент на Слави Трифонов и „Ку-Ку бенд“. „Ку-ку бенд“ съществуват от 30 години. Заедно с компанията Слави и „Ку-ку бенд“ имат 23 албума, издадени в периода 1993 – 2018 г. На всеки две години правеха национално турне в България.

## Книги
Книгоиздателство „Седем-осми“ работи успешно с книгоиздателство „Сиела“. Заедно те издават книгите на Иво Сиромахов – „Дневници и нощници“, „Още дневници и нощници“, „BG Дневници и нощници-създателите“, „Оптимистична теория за българския секс“, „Няма смисъл“ и „Няма значение“; книгата „Историите на Слави“, която съдържа най-интересните истории, разказани в „Шоуто на Слави“; както и кулинарната книга „Те готвят“.

## Продукции

### bTV
- Шоуто на Слави (2000 – 2019)
- Треска за злато (2002 – 2007)
- Вот на доверие (2004 – 2006)
- 5 stars (2005 – 2006)
- Красавицата и отличникът (2005)
- Survivor 1 BG (2006)
- Music Idol 1 (2007)
- Dancing Stars 2 (2009)
- Lord of the Chefs (2011)
- Гласът на България (2011 – 2014)
- Най-доброто от световните таланти (2013)
- Младост 5 (2013)
- България търси талант 4 (2015)

#### Концерти на Слави Трифонов и Ку-Ку бенд, както и други концерти по bTV и в „Шоуто на Слави“, реализирани от „Седем-осми“
- „Vox Populi – българското фентъзи“, 22.12.2002 г., зала 1 на НДК (излъчено по bTV на 31 декември 2002 г.)
- „Великденски концерт на Слави Трифонов и Ку-Ку бенд, заедно със Софийската филхармония“, 2003 г., зала 1 на НДК (излъчено по bTV на 27 април 2003 г.)
- „Велико Отечествено турне“, 2003 г., Стара Загора (излъчено по bTV)
- „Българската Коледа“, 2003 г., София (излъчено по bTV на 25 декември 2003 г.)
- „Прима Патриот“, 2004 г., зала 1 на НДК (излъчено по bTV на 3 март 2004 г.)
- „Национално турне България“, 2005 г., Стара Загора (излъчено по bTV)
- „Ден на МВР“, 05.07.2006 г., зала 1 на НДК (излъчено по bTV на 15 юли 2006 г.)
- „Ние продължаваме“, 2007 г., Стара Загора (излъчено по bTV на 1 ноември 2007 г.)
- „No Mercy“, 2009 г., Стара Загора (излъчено по bTV на 3 март 2010 г. и в повторение на 24 май 2010 г.)
- „Българската Коледа“, 2010 г., София (излъчено по bTV на 25 декември 2010 г.)
- „Българската Коледа“, 2011 г., София (излъчено по bTV на 25 декември 2011 г.)
- „Крисия и приятели в Разград“, 03.03.2014 г., Общински културен център – Разград (изпъчено по bTV на 9 март 2014 г.)
- „Симона и приятели в Свищов“, 01.03.2014 г., I БНЧ „Еленка и Кирил Д. Аврамови – 1856“ – Свищов (изпъчено по bTV на 23 март 2014 г.)
- „Гергана и приятели в Стара Загора“, 29.03.2014 г. (изпъчено по bTV на 6 април 2014 г.)
- „Концерт на Слави Трифонов и Ку-Ку бенд“, 25.04.2015 г., МСЗ „Арена Армеец“ (излъчено по bTV на 25 май 2015 г.)
- „Концерт на Слави Трифонов и Ку-Ку бенд“, 25.09.2015 г., Национален стадион „Васил Левски“ (излъчено по bTV на 29 февруари 2016 г.)
- „Митинг-концерт“, 29.10.2016 г., пл. „Орлов мост“ (излъчено като разширен репортаж в „Шоуто на Слави“ на 3 и 4 ноември 2016 г.)
- Концерт-спектакъл „Има такъв народ“, 16 – 18.06.2017 г., МСЗ „Арена Армеец“ (излъчено в рамките на „Шоуто на Слави“ в период от 1 до 5 октомври 2017 г.)

#### Филми за турнетата и концертите на Слави Трифонов и Ку-Ку бенд по bTV и в „Шоуто на Слави“, реализирани от „Седем-осми“
- „Турнето отблизо“ – филм за „Национално турне България“, 2005 г. (излъчено по bTV на 6 септември 2005 г.)
- „American Tour 2010“, 23 – 06.10.2010 г., САЩ и Канада (излъчено по bTV на 14 ноември 2010 г.)
- „Концерт на Слави Трифонов и Ку-Ку бенд“, SSE Arena Wembley, Лондон (излъчено по bTV на 19 септември 2016 г.)
- „Концерт на Слави Трифонов и Ку-Ку бенд“, 09.06.2018 г. The O2 Arena, Лондон (излъчено в рамките на „Шоуто на Слави“ на 2 и 3 юли 2018 г.)

### Нова телевизия
- Пей с мен (2008)

### 7/8 TV
- Студио Хъ (2019 – )
- Вечерта на актьорите (2019 – 2020)
- Шоуто на сценаристите (2019 – )
- Вечерното шоу на Слави Трифонов (2019 – )
- Вечерта на Иван Кулеков (2019 – )
- Вечерта на Ку-Ку бенд (2019 – )
- Вечерта на... (2019 – )
- Вечерта на Северозапада (2019 – )
- Крум Савов Live (2020 – )
- Tonight with Шкумбата (2020 – )
- 4+ (2021 – )
- Говорят експертите (2021)

#### Концерти на Слави Трифонов и Ку-Ку бенд, както и други концерти по 7/8 TV, реализирани от „Седем-осми“
- „Концерт на Слави Трифонов и Ку-Ку бенд“, 25.04.2015 г., МСЗ „Арена Армеец“ (излъчено по 7/8 TV на 25 декември 2019 г.)
- „Концерт на Слави Трифонов и Ку-Ку бенд“, 25.09.2015 г., Национален стадион „Васил Левски“ (излъчено по 7/8 TV на 1 януари 2020 г.)
- „Вселена от гласове“ – Концерт на Вокален ансамбъл „Фортисимо“, 02.08.2020 г., Летен театър – Бургас (излъчено по 7/8 TV на 24 декември 2020 г.)
- „Къде си вярна ти, любов народна“ – 02.04.2021 г., МСЗ „Арена Армеец“ София (излъчено по 7/8 TV на същата дата)